# Ibraim (maí)
Ibraim ou Biram foi um maí (rei) lendário do Império de Canem da dinastia dugua ou Bani Ducu que alegadamente governou por 16 anos. Era filho de Ceife e sua esposa, iemenita Aixa, filha de Carcama. Segundo a Girgam, a crônica real de Canem, com Gafalu ou Gafalua da tribo dos cais teve Dugu, fundador epônimo da dinastia, e por essa razão foi descrito por Amade ibne Furtua como pai do sultão. Segundo a tradição local, era pai de Dugu, mas é associado ao patriarca israelita Abraão (Ibraim do islamismo). Em ambos os casos, viveu e morreu no Iêmem.